# Megalinga insignata
Megalinga insignata is een vliegensoort uit de familie van de viltvliegen (Therevidae). De wetenschappelijke naam van de soort is voor het eerst geldig gepubliceerd in 1981 door Irwin and Lyneborg.